# Dick Howard
Richard Wayne Howard, detto Dick (Oklahoma City, 22 agosto 1935 – Los Angeles, 9 novembre 1967), è stato un ostacolista statunitense.

## Palmarès
| Anno | Manifestazione  | Sede | Evento   | Risultato | Prestazione | Note |
| ---- | --------------- | ---- | -------- | --------- | ----------- | ---- |
| 1960 | Giochi olimpici | Roma | 400 m hs | Bronzo    | 49"7        |      |